# Oxycera morrisii
Oxycera morrisii är en tvåvingeart som beskrevs av Curtis 1833. Oxycera morrisii ingår i släktet Oxycera och familjen vapenflugor. Inga underarter finns listade i Catalogue of Life.

## Bildgalleri

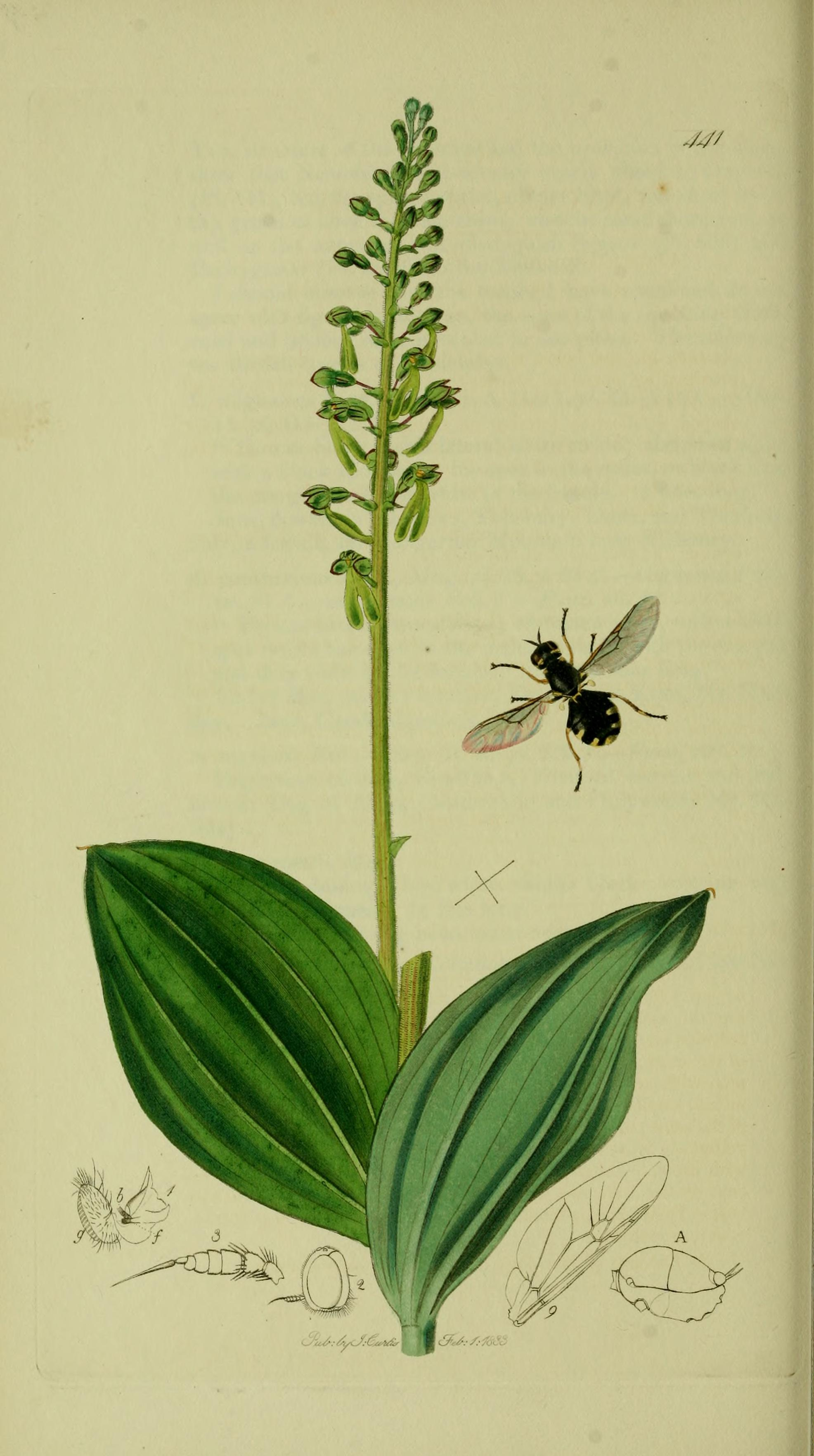